# Lehrlingszüchterei
Unter Lehrlingszüchterei versteht man historisch die Beschäftigung einer Anzahl von Auszubildenden, die weit über die notwendige Anzahl zum Erhalt des Berufsstands hinausgeht, um über billige Arbeitskräfte zu verfügen und infolgedessen den Bedarf an Arbeitnehmern kostengünstig aus einem potenziell arbeitslosen Berufsstand abdecken zu können.
Ende des 19. Jahrhunderts war die Lehrlingszüchterei im Handelsgewerbe und einigen Berufszweigen wie dem Druckereigewerbe besonders stark vertreten. Gesetzgebung und Gewerkschaften versuchten, das Problem durch Gesetze und Tarifverträge über das Verhältnis der Anzahl von Auszubildenden zu Gesellen und Facharbeitern einzudämmen.